# 旧伊庭家住宅

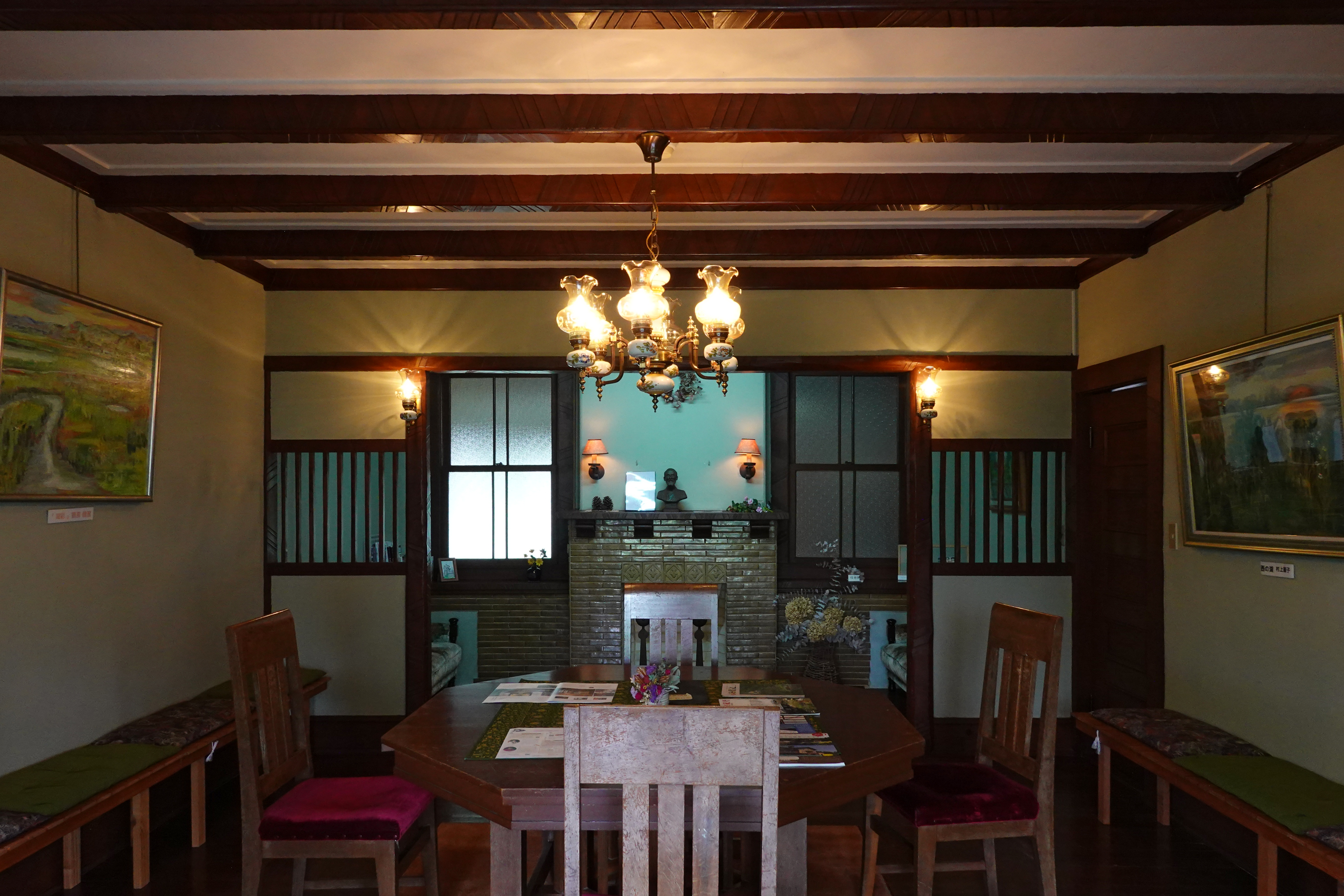
1F リビング

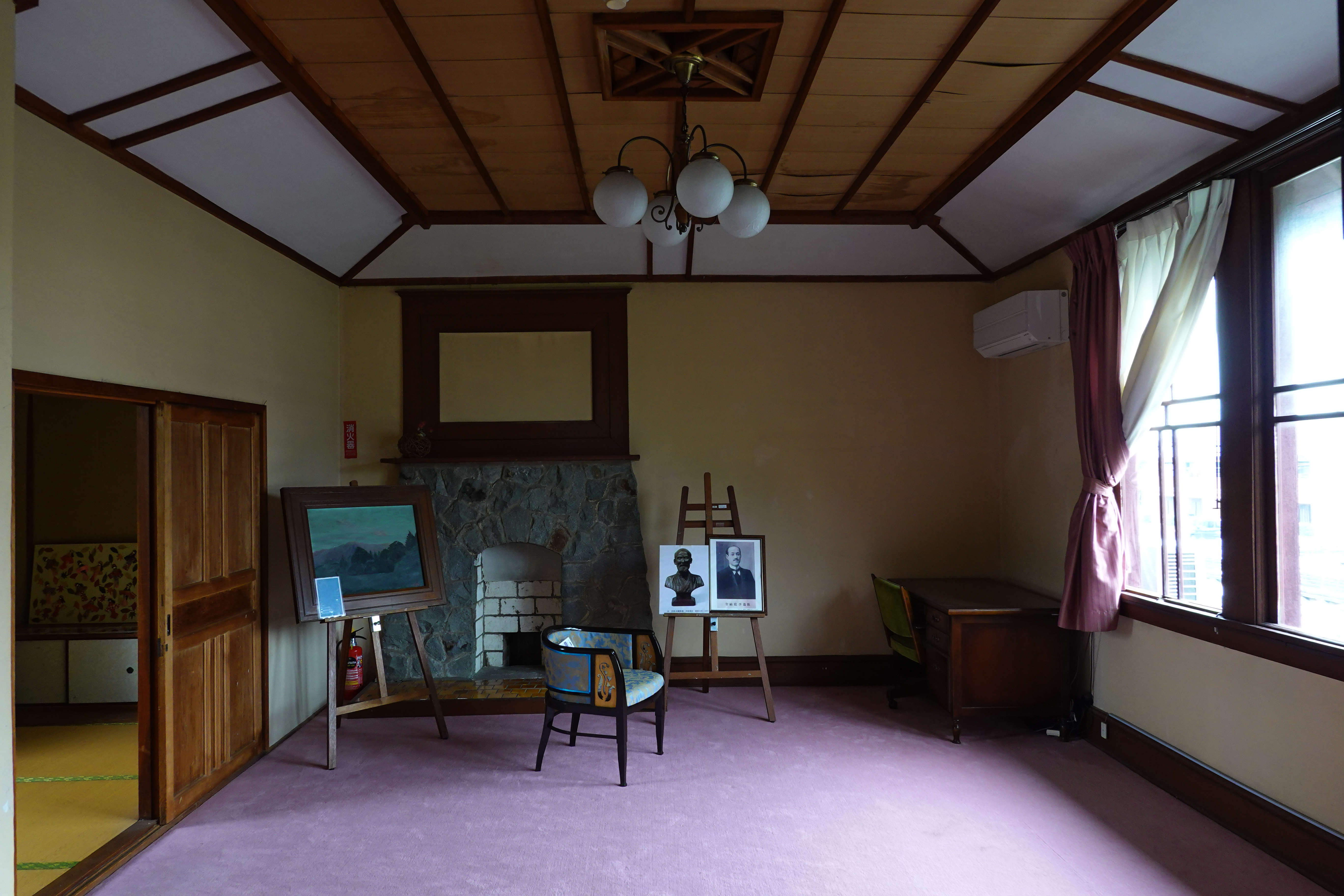
2F アトリエ

旧伊庭家住宅（きゅういばけじゅうたく）は滋賀県近江八幡市安土町小中にある、安土町文化財建造物第1号として指定を受けた歴史的建造物。
大正2年（1913年）に建築家ウィリアム・メレル・ヴォーリズの設計により、旧住友財閥の二代目総理事伊庭貞剛の四男伊庭慎吉(画家、神職、安土村長)の邸宅として建設された和洋式木造住宅。伊庭慎吉アトリエ、伊庭家住宅または伊庭邸などと呼ばれる。伊庭家の住宅として使用された後、1978年に土地建物が安土町の所有となり、建物については老朽化のため取り壊される予定であったがヴォーリズ初期の作品で文化的価値の高いものであることが判明したため、1979年に町指定文化財として保存処置が講じられることになった。なお、その際の修繕は個人の寄付金で行われた。
現在は安土町郷土館として活用、一般公開されている。

## 建築概要
外観の特徴となっている上部のハーフティンバーや煙突など洋風色が目立つが、外部内部ともに1階が和風を基調とした造りで、2階が洋風を基調とした造りである。
- 設計 - ウィリアム・メレル・ヴォーリズ（ヴォーリズ合名会社）[1]
- 竣工 - 1913年[1]（1979年修復）
- 建築主 - 伊庭貞剛（住友二代目総理事歴任）
- 居住者 - 伊庭慎吉（伊庭貞剛四男・安土村村長）
- 構造 - 木造、地上3階建[1]
- 延床面積 - 352.36m2（1階214.02m2、2階109.55m2、3階28.79m2）
- 所在地 - 滋賀県近江八幡市安土町小中字在所前193番地

## 登場作品
- テレビアニメ「中二病でも恋がしたい」（2012年）7、8、12話
- テレビドラマ「妻と飛んだ特攻兵」（2015年）
- テレビドラマ「百年の計、我にあり」（2016年）

## 交通アクセス
- JR東海道本線（琵琶湖線）安土駅より徒歩10分

## 周辺情報
- 沙沙貴神社 - 伊庭慎吉が神主を勤めた